# ラオ・マー・Sing
ラオ・マー・Sing（タイ語: เรามา Sing）は、タイの男性歌手トンチャイ・メーキンタイが2011年に発売したシングル楽曲。作詞はムックエーク・ジョンマンコン、作曲はスッサン・ウォンサム、編曲はスッサン・ウォンサムおよびトンデー・パースックタムである。

## 歴史
もともとこの楽曲は、2010年のアルバム「アーサー・サヌック」の2曲目に収録されていたものである。2011年にシングルカットして発売された。
この楽曲のミュージック・ビデオは、2011年1月20日に動画共有サービス「YouTube」上で公開された。
2018年には日本プロサッカーリーグ（Jリーグ）1部に所属する北海道コンサドーレ札幌のサポーター（応援団）が、「タイのメッシ」の愛称で知られるサッカー選手チャナティップ・ソングラシンのチャント（応援歌）として採用した。チャントの歌詞は、2018年3月31日にカシマスタジアムで開催された明治安田生命J1リーグ第5節鹿島アントラーズ対北海道コンサドーレ札幌の試合前に発表された。
2012年7月には日本の女性アイドルグループ「Berryz工房」がこの楽曲を日本語でカバーし、「cha cha SING」として発売した。

## 記録
2011年2月7日、タイ国内最大手エンタテイメント配給会社GMMグラミー社による売上ランキングにおいて、このシングルが第20位にランクインした。この週の売上枚数は14,937枚であった。

### チャート
| 2011年                | 最高順位 |
| --------------------- | -------- |
| GMMグラミー・トップ20 | 20       |